# Audi R8
Az Audi R8 a német Audi AG 2006-tól gyártott középmotoros, állandó négykerékhajtású sportkocsija. A járművet az Audihoz tartozó quattro GmbH fejlesztette ki és gyártja, jelenleg a második generaciót. Kupé és spyder kivitelben is kapható.

## Műszaki adatai
V8-as változat:
- Hosszúság: 4431 mm
- Szélesség: 1904 mm
- Magasság: 1252 mm
- Tengelytáv: 2650 mm
- A csomagtér mérete: 100 l
- Saját tömeg/terhelhetőség: 1560 kg/1860 kg

Motor és erőátvitel:
- Motor: V8-as hengerelrendezésű, FSI rendszerű benzinmotor
- Lökettérfogat: 4163 cm³
- Maximális teljesítmény: 309 kW (420 LE) 7800 1/perc fordulatszámnál
- Maximális nyomaték: 430 Nm 4500–6000 1/perc fordulatszámnál
- Legnagyobb sebesség: 301 km/h
- Váltó: hatfokozatú, manuális
- Gyorsulás 100 km/h-ra: 4,6 s

V10-es változat:
- Hosszúság: 4435 mm
- Szélesség: 1930 mm
- Magasság: 1252 mm
- Tengelytáv: 2650 mm

Motor és erőátvitel:
- Motor: V10-es hengerelrendezésű, FSI rendszerű benzinmotor
- Lökettérfogat: 5204 cm³
- Maximális teljesítmény: 386 kW (525 LE)
- Maximális nyomaték: 530 Nm
- Legnagyobb sebesség: 317 km/h
- Váltó: hatfokozatú manuális/hatfokozatú automata (R-Tronic)
- Gyorsulás 100 km/h-ra: 3,9 s

## Összehasonlítás a V8 és a V10 között
Az Audi 2008. december 9-én mutatta be az R8 V10-es változatát, ami egy 5.2 FSI motort használ. Az Audi ezt a motort a Lamborghini Gallardójából vette át és fejlesztette tovább. A kocsi teljesítménye a V10-es motornak köszönhetően 105 lóerővel nőtt. Az Audi a kocsi külsején is változtatott: ez az első teljes LED-lámpás autó. Egyéb eltérések még: a hűtőrácson, az oldalpajzson (szélesebb), a hátsó bordázaton, a kipufogón (ovális kivezetőnyílások). Már a V8-as változat is kapható automata váltóval.

## Galeria

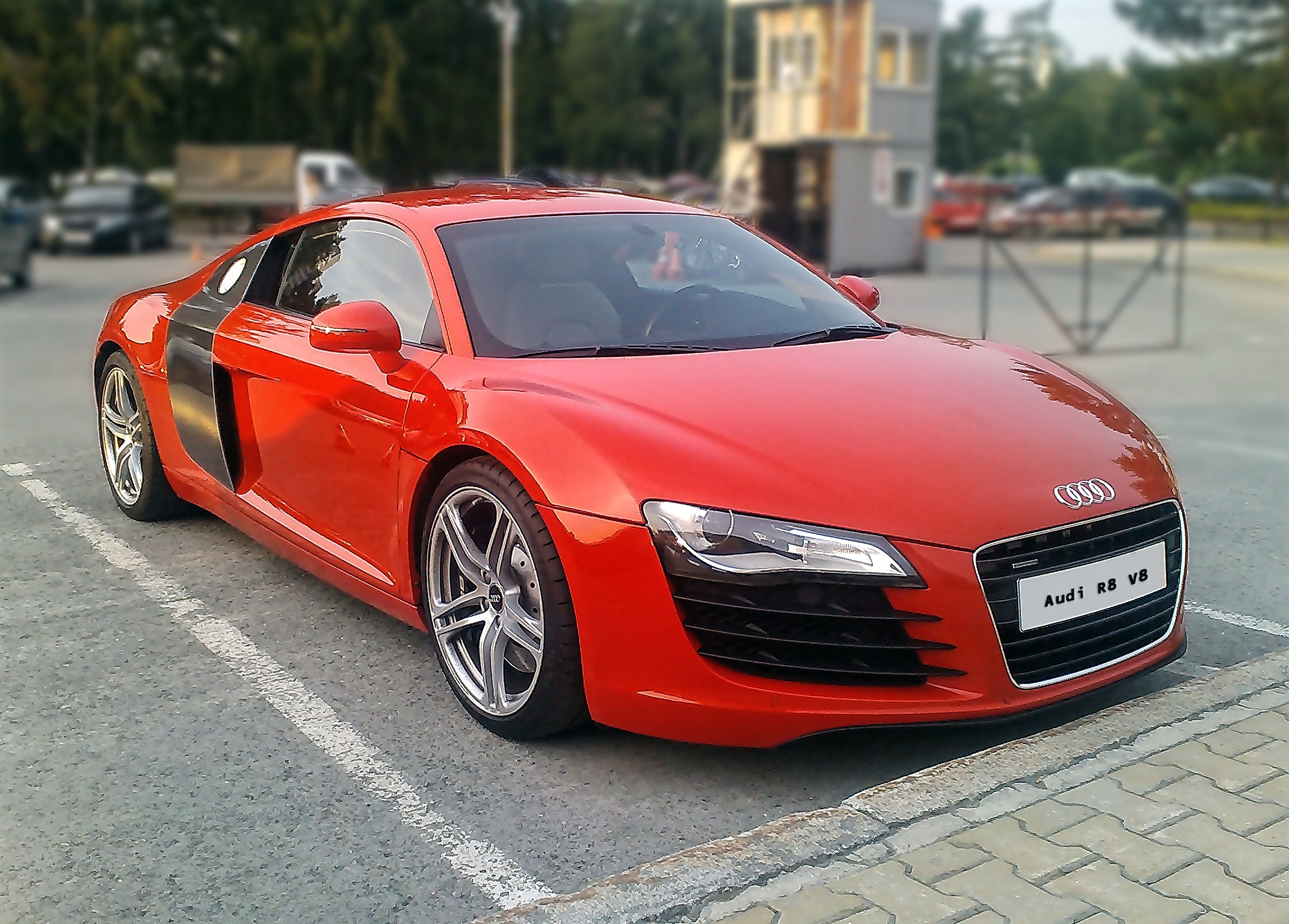
Audi R8 első generació (2006–2015)
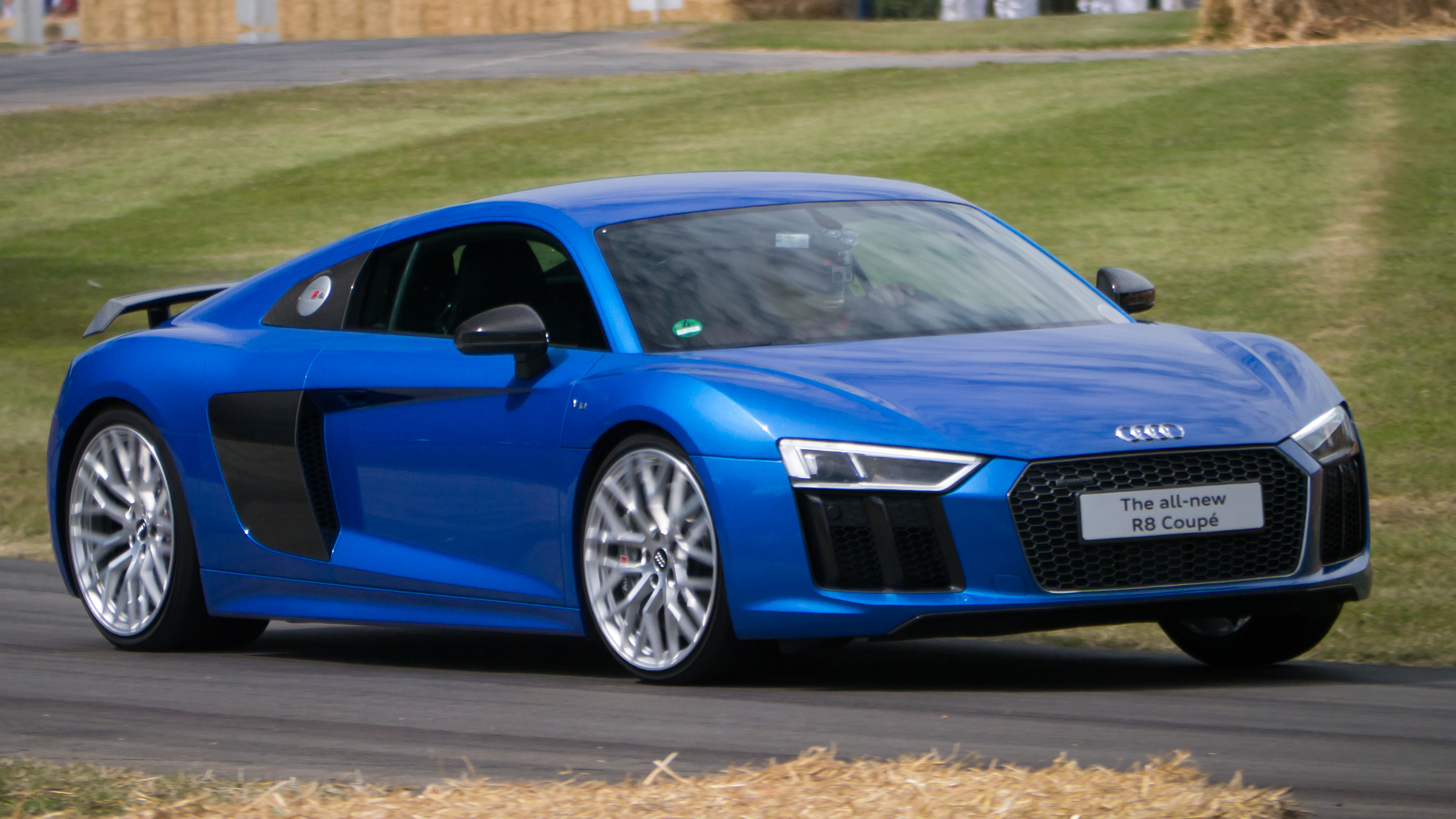
Audi R8 második generáció (2015-)
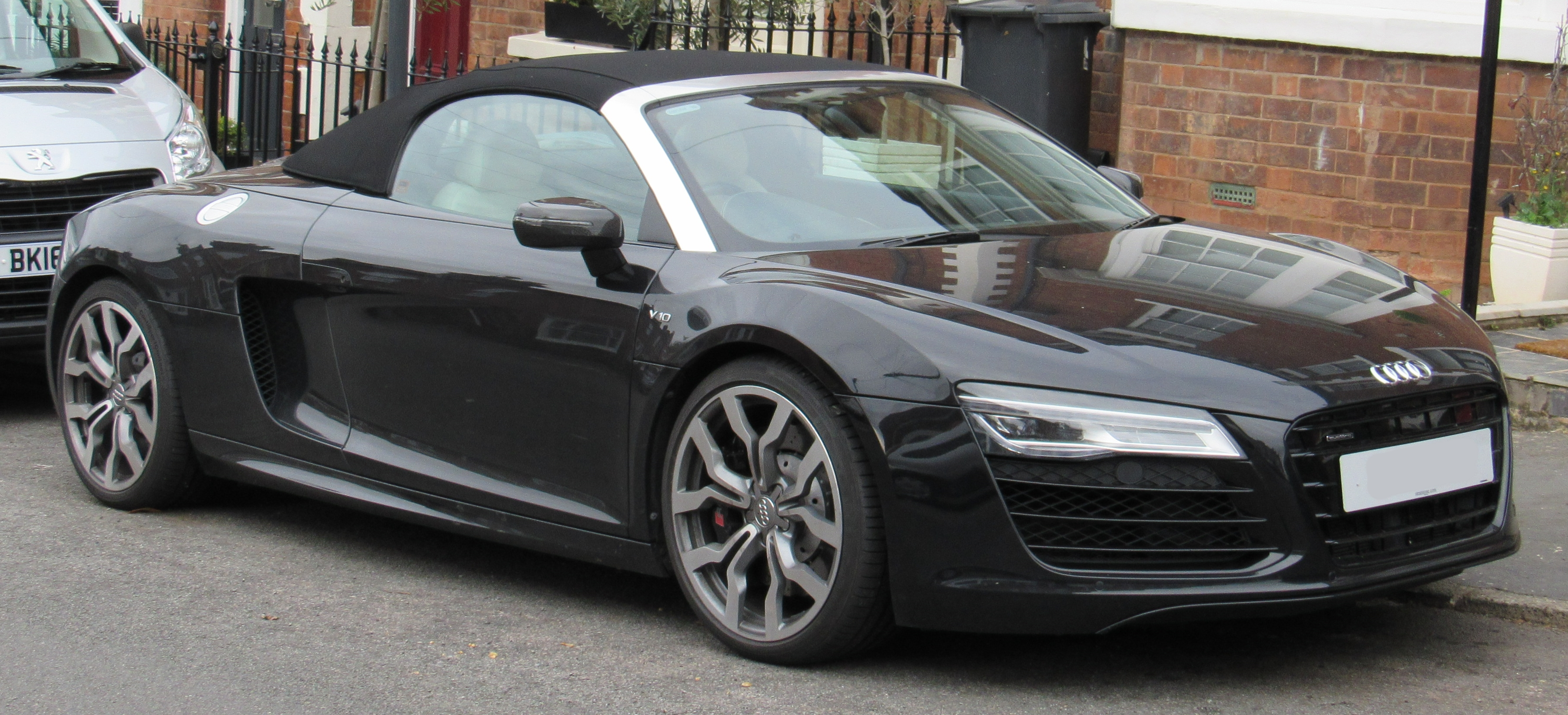
Audi R8 első generació spyder
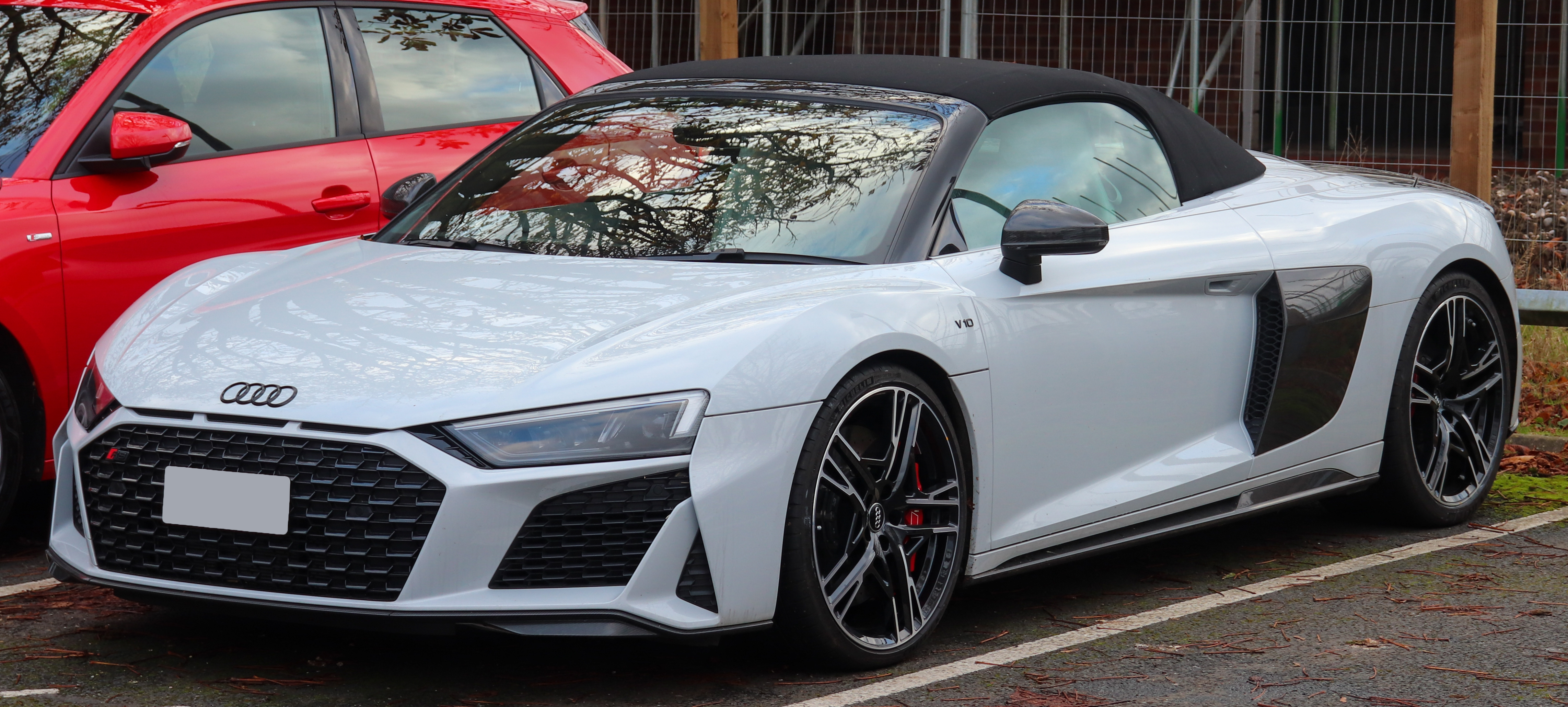
Audi R8 második generáció spyder